# Dorfkirche Börnicke (Nauen)

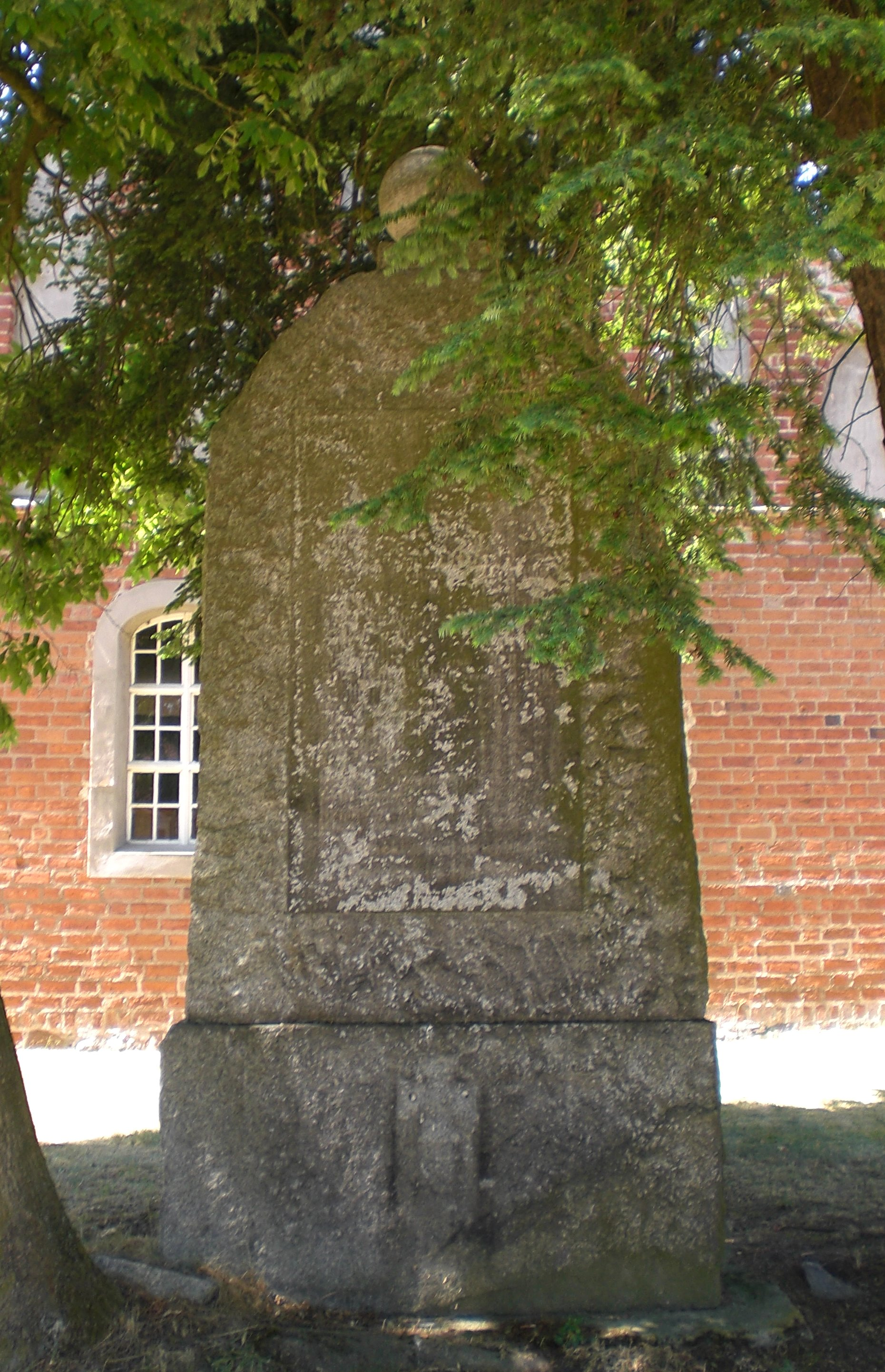
Kriegerdenkmal vor der Ostseite

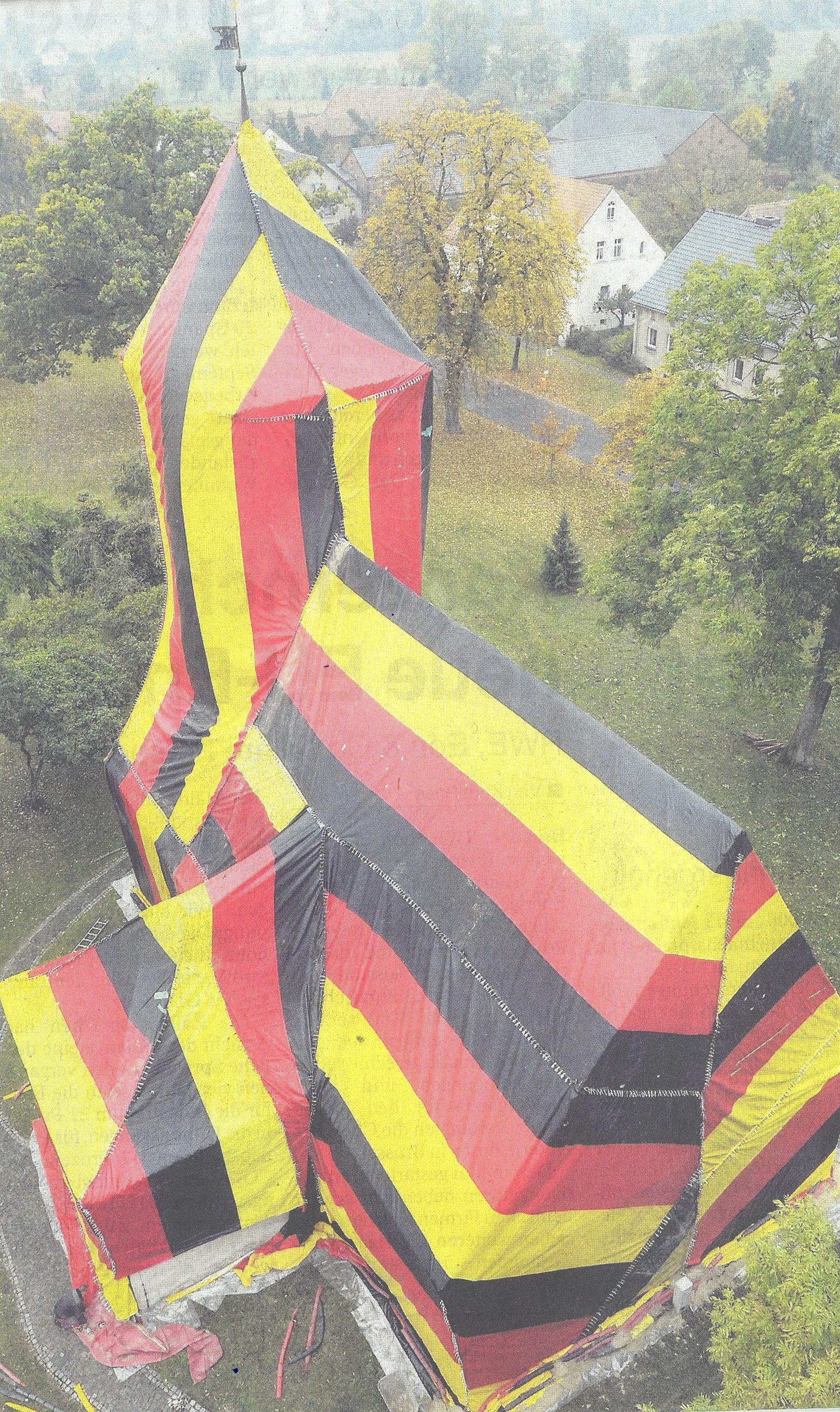
Kircheneinhüllung zur Begasung (2013)

Die Dorfkirche Börnicke ist die evangelische Kirche von Börnicke, einem Ortsteil der Stadt Nauen im Landkreis Havelland des Landes Brandenburg. Sie steht unter Denkmalschutz.

## Architektur
Die in der Dorfmitte befindliche Kirche wurde im 15. Jahrhundert aus Backstein im Stil der Spätgotik errichtet. Der rechteckig angelegte Kirchsaal wird am östlichen Ende von einem mit Blenden geschmückten Giebel verziert. An der Südseite befindet sich ein verputzter Vorbau, der wohl in der Mitte des 18. Jahrhunderts entstand. Zur gleichen Zeit wurde vermutlich auch der besonders große Dachreiter auf der Westseite des Kirchenschiffs gebaut. Dieser Turm ist mit Brettern verkleidet.
Vor der Ostseite der Kirche befindet sich ein Kriegerdenkmal.

## Innengestaltung
Das Innere des Kirchenschiffs ist flach gedeckt. Auf der westlichen Seite befindet sich eine Empore. Bemerkenswert ist ein geschnitzter Altaraufsatz, der um das Jahr 1600 entstand. Der reich mit Beschlag- und Rollwerk versehene Aufsatz wurde 1739 restauriert. Ein im Stil des niederländischen Spätmanierismus gemaltes Bild zeigt die Taufe Christi. Zeitgleich mit dem Altaraufsatz entstand auch die im Stil der Renaissance gefertigte Kanzel. Deren polygonaler Korb ruht zwischen Säulen, auf denen sich Bilder der vier Evangelisten befinden. An der Rückwand der Kanzel ist ein Christusbild in Form eines Gemäldes angebracht, welches Christus als Weltenherrscher zeigt.
Von den ursprünglich drei Glocken im Börnicker Kirchturm ist nur noch die größte vorhanden. Die zwei kleineren wurden 1916 abgebaut und für die Waffenproduktion des Ersten Weltkriegs eingeschmolzen.

## Besonderes
Im Jahre 2013 wurde die Kirche, die von Holzwürmern befallen war, unter einer (schwarz-rot-goldenen) Folie hermetisch nach außen abgeschlossen und begast.